# مدرسة النحو المصرية
مدرسة النحو المصرية أو مدرسة النحو المصرية الشامية هي ثالث وآخر المدارس النحوية المتأخرة الثلاث، وهذه المدارس متأخرة مقارنةً بالمدرستين الأوليتين وهما مدرسة البصرة ومدرسة الكوفة. نشأت هذه المدرسة النحوية في مصر بعد مدرستي البصرة والكوفة وقد أخذَ علماؤها عن نحاة البصرة والكوفة واجتهدوا في بعض الفروع والأمور التي لا تعدّ من أساسيَّات وركائز النحو. يرى البعض أن تأسسها الفعلي أتى مع أن سقوط قرطبة، وانتقال السكانُ العرب مِن هناك إلى مصر والشام والمغرب والجزائر وتونس، فأصبحت مصر والشام ملجأ ومزكر العلماء. ازدهرَت هذه المدرسة في الدولة المملوكية، وبسبب حكم المماليك لمصر والشام سُميَت المصرية الشامية، ولأن عاصمة المماليك كانت قاهرة المعز في مصر، فتركز نتاج المدرسة في مصر، فسُميَت كذلك بالمصرية دون الشامية، ولكن بصورة عامة فقد بدأت آراء بسيطة لهذه المدرسة النحوية بالظهور في حوالي القرن الرابع الهحري.

## نحاة المدرسة
- الوليد بن محمد التميمي (تـ 263)
- أحمد بن جعفر الدينوري (تـ 289)
- أبو الحسين بن ولاد (تـ 298)
- أبو الحسن علي بن سليمان (الأخفش الصغير) (تـ 216/315)
- كراع النمل (تـ 320)
- أبو العباس بن ولاد (تـ 332)
- أبو جعفر النحاس (تـ 338/307)
- أبو الحسن الحوفي (تـ 430)
- ابن بابشاذ (تـ 469/454)
- ابن بري (تـ 582)
- ابن يعيش النحوي (تـ 643)
- العلم السخاوي (تـ 646)
- ابن الحاجب (تـ 646)
- ابن الناظم (تـ 686)
- بهاء الدين بن النحاس (تـ 698)
- ابن أم قاسم المرادي (تـ 755/749)
- السمين الحلبي (تـ 756)
- ابن هشام الأنصاري (تـ 761)
- ابن عقيل (تـ 769)
- ابن الصائغ (تـ 776)
- ناظر الجيش (تـ 778)
- ابن جماعة (تـ 819)
- بدر الدين الدماميني (تـ 838/827)
- الشمني (تـ 872)
- خالد الأزهري (تـ 905)
- جلال الدين السيوطي (تـ 911)
- أبو الحسن الأشموني (تـ 929)
- ابن قاسم العبادي (تـ 994/992)
- أبو بكر بن إسماعيل الشنواني (تـ 1019)
- عبد الله بن عبد الرحمن الدنوشري (تـ 1025)
- ياسين بن زين الحمصي (تـ 1061)
- جمال الدين الحفني (تـ 1178/1176)
- السجاعي (تـ 1197)
- حسن بن علي الكفراوي (تـ 1202)
- محمد بن علي الصبان (تـ 1206)
- محمد بن أحمد بن عرفة الدسوقي (تـ 1230)
- محمد الأمير المالكي (تـ 1232)
- حسن العطار (تـ 1250)
- محمد بن مصطفى الدمياطي (تـ 1288/1287)

## طالع أيضًا
- نقوش عربية قبل الإسلام
- مدارس النحو والصرف
- مدرسة النحو البصرية
- مدرسة النحو الكوفية
- مدرسة النحو البغدادية
- مدرسة النحو الأندلسية